# Joe DiMaggio
Joseph Paul DiMaggio (ur. 25 listopada 1914, zm. 8 marca 1999) – amerykański baseballista, zawodnik zespołu New York Yankees.

## Życiorys
Był ósmym z dziewięciu dzieci sycylijskich emigrantów, którzy osiedlili się w Stanach Zjednoczonych. Jego ojciec Zio Pepe był rybakiem.
Zawodową karierę rozpoczął w 1932 w zespole niższej ligi San Francisco Seals. W pierwszym sezonie występował na pozycji łącznika, w trzech kolejnych na pozycji zapolowego. W Major League Baseball zadebiutował 3 maja 1936 w drużynie New York Yankees. W debiutanckim sezonie zdobył 29 home runów, a jego średnia uderzeń wyniosła 0,323; w tym samym sezonie i trzech kolejnych Yankees wygrali World Series. W 1939 DiMaggio został wybrany MVP American League. Dwa lata później ustanowił rekord 56 kolejnych meczów, w którym przynajmniej raz zaliczył uderzenie i po raz drugi został wybrany najbardziej wartościowym zawodnikiem.
Kariera DiMaggio została przerwana na trzy lata podczas II wojny światowej, na której służył w Siłach Powietrznych Armii Stanów Zjednoczonych. Do zawodowego baseballu powrócił w 1946, rok później został po raz trzeci wybrany MVP. Przed zakończeniem kariery w 1951 z drużyną New York Yankees zwyciężył w World Series jeszcze sześć razy.

### Wpływ na popkulturę
W noweli Ernesta Hemingwaya Stary człowiek i morze był wspominany przez głównego bohatera Santiago jako „wielki DiMaggio”.
Jego nazwisko jest wymienione w piosenkach: „Vogue” Madonny, „Mrs. Robinson” duetu Simon & Garfunkel, „We Didn’t Start the Fire” Billy’ego Joela, „Joe DiMaggio's Glove” zespołu Asia i „A Sight for Sore Eyes” Toma Waitsa.

## Życie prywatne
W 1939 ożenił się z aktorką Dorothy Arnold, która po czterech latach małżeństwa zażądała rozwodu, oskarżając męża o okrutne traktowanie. Mieli syna Joe juniora. Od 14 stycznia do 27 października 1954 był drugim mężem aktorki Marilyn Monroe, która w trakcie rozprawy rozwodowej oskarżała go o przemoc psychiczną i fizyczną.

## Nagrody i wyróżnienia
| Nagroda/wyróżnienie                    | Lata                                                                         | Źródło |
| 3× MVP American League                 | 1939, 1941, 1947                                                             | [ 13 ] |
| 13× All-Star                           | 1936, 1937, 1938, 1939, 1940, 1941, 1942, 1946, 1947, 1948, 1949, 1950, 1951 | [ 14 ] |
| 9× zwycięzca w World Series            | 1936, 1937, 1938, 1939, 1941, 1947, 1949, 1950, 1951                         | [ 15 ] |
| Major League Baseball All-Century Team |                                                                              | [ 16 ] |
| Baseball Hall of Fame                  | od 1955                                                                      | [ 17 ] |
| # 5 zastrzeżony przez Yankees          | 1952                                                                         | [ 18 ] |